# Fabrizio Donato
Fabrizio Donato (14 de agosto de 1976, Latina, Italia) es un atleta italiano de triple salto.

## Resultados
Campeón de Europa en el Campeonato Europeo de Atletismo en Pista Cubierta de 2009 con una marca de 17,59 metros y en el Campeonato Europeo de Helsinki 2012 (17,63 m). Participa en cuatro ediciones de los Juegos Olímpicos y en los de Londres 2012 consigue la medalla de bronce marcando 17,48 metros.